# Ligne 4 du tramway de Nice
La ligne 4 du tramway de Nice est une ligne de tramway en construction dans les Alpes-Maritimes, en France. Longue de 7,3 km, cette quatrième ligne du tramway de Nice reliera Nice à Cagnes-sur-Mer en dix-huit stations à compter de début 2026,

## Historique

### Chronologie
- 2026 : mise en service prévue entre Grand Arénas et Institut Arnault Tzanck
- 2028 : mise en service prévue entre Institut Arnault Tzanck et Lycées[1]

### Naissance du projet

#### Premier projet
La ligne est présentée en 2009 comme une extension de la ligne 2.

Plan de la ligne présenté en 2009.
Carte géographique de la ligne présentée en 2009.

#### Second projet
Puis, en 2011, elle est présentée comme une ligne à part entière.

Plan de la ligne présenté en 2011.
Carte géographique de la ligne présentée en 2011.

#### Troisième projet
Le planning des travaux pour un coût de 328 millions d'euros hors taxes est estimé pour une première mise en service en 2026 :
- 2019-2020 : études préalables de faisabilité du projet ;
- 2020 : le conseil métropolitain approuve le bilan à mi-parcours du schéma directeur du réseau de transport urbain 2030 et confirme la ligne 4 comme axe majeur du réseau à l'horizon 2040 ;
- du 15 février au 31 mars 2021 : concertation publique préalable à la réalisation de la ligne 4 de tramway ;
- du 12 juin au 21 juillet 2023 : enquête publique préalable à la déclaration d'utilité publique ;
- fin 2023 : déviation des réseaux ;
- entre 2024-2025 : travaux d'infrastructure de transport et d'aménagements urbains ;
- 2026 : mise en service du tronçon Grand Arénas – Institut Arnault Tzanck à Saint-Laurent-du-Var ;
- 2028 : desserte de Cagnes-sur-Mer.

En juin 2019, la métropole Nice Côte d'Azur présente un tracé prévisionnel et un calendrier portant une mise en service entre la fin 2025 et début 2026.
Le projet présente un tracé avec trois alternatives sur les secteurs de Saint-Laurent-du-Var et Cagnes-sur-Mer pour une mise en service début 2026,. Le coût est estimé à 247 millions d'euros (valeur de mars 2019).
Du 15 février au 31 mars 2021, s'est tenue la concertation publique de la ligne 4,.
Une enquête publique sur la création de la ligne 4 du tramway de Nice, préalable à la déclaration d'utilité publique,, est menée du 12 juin au 21 juillet 2023,,.

## Présentation

### Général
La ligne 4 est une ligne directe depuis le centre administratif situé à l'ouest de Nice jusqu'au centre-ville de Cagnes-sur-Mer en passant par Saint-Laurent-du-Var.
La ligne circule tous les jours du lundi au dimanche y compris les jours fériés excepté le 1er mai. Elle doit suivre une fréquence horaire de huit minutes entre chaque tram.

### Tracé

Carte géographique.

La ligne débute son trajet à l'ouest de Nice à proximité du centre administratif, là où se trouve également le dépôt qui sert de remisage aux lignes 2 et 3 du tramway.
Ses quatre premiers arrêts se font conjointement aux lignes 2 et 3 avec CADAM Centre administratif, Digue des Français, Paul Montel / Les Moulins et Grand Arénas. À cette dernière station, la ligne bifurque vers l'ouest tandis que les lignes 2 et 3 bifurquent respectivement à l'est vers le port et au sud vers l'aéroport. Ces trois lignes font également l'interconnexion avec la nouvelle gare de Nice-Saint-Augustin.
La ligne rejoint la promenade des Anglais pour effectuer son premier arrêt séparément des autres lignes et dernier arrêt sur la ville de Nice intitulé Parc des expositions et des congrès à proximité du futur parc en cours de réalisation sur l'ancien marché d'intérêt national dans le but de remplacer l'ancien parc Acropolis.
La ligne va alors traverser le pont Napoléon-III au-dessus du Var pour arriver sur la commune de Saint-Laurent-du-Var et desservir les arrêts Gare de Saint-Laurent-du-Var (gare de Saint-Laurent-du-Var à proximité), Institut Arnault Tzanck, Chaillon et Vauban.
Elle passe désormais sur la commune de Cagnes-sur-Mer pour desservir Val Fleuri, Le Cros (gare du Cros-de-Cagnes à proximité), Besset, La Pinède, Hippodrome (hippodrome de la Côte d'Azur à proximité), puis remonte en direction du centre-ville à Maréchal Juin (gare de Cagnes-sur-Mer à proximité), Villette, Square Bourdet et son terminus Lycées.

### Stations

Plan.

|  |   |  | Station                             | Coordonnées                 | Lieu                    | Correspondances                   |
|  | - |  | ----------------------------------- | --------------------------- | ----------------------- | --------------------------------- |
|  | ■ |  | CADAM – Centre administratif        | 43° 40′ 34″ N, 7° 11′ 57″ E | Sainte-Marguerite, Nice |                                   |
|  | • |  | Digue des Français                  | 43° 40′ 37″ N, 7° 12′ 09″ E | Saint-Augustin, Nice    | Tram · Ligne 3 du tramway de Nice |
|  | • |  | Paul Montel / Les Moulins           | 43° 40′ 35″ N, 7° 12′ 23″ E | Saint-Augustin, Nice    | Tram · Ligne 3 du tramway de Nice |
|  | • |  | Grand Arénas                        | 43° 40′ 12″ N, 7° 12′ 53″ E | Saint-Augustin, Nice    | TER Provence-Alpes-Côte d'Azur    |
|  | x |  | Parc des expositions et des congrès |                             | Saint-Augustin, Nice    |                                   |
|  | x |  | Gare de Saint-Laurent-du-Var        |                             | Saint-Laurent-du-Var    | TER Provence-Alpes-Côte d'Azur    |
|  | x |  | Institut Arnault Tzanck             |                             | Saint-Laurent-du-Var    |                                   |
|  | x |  | Chaillon                            |                             | Saint-Laurent-du-Var    |                                   |
|  | x |  | Vauban                              |                             | Saint-Laurent-du-Var    |                                   |
|  | x |  | Val Fleuri                          |                             | Cagnes-sur-Mer          |                                   |
|  | x |  | Le Cros                             |                             | Cagnes-sur-Mer          | TER Provence-Alpes-Côte d'Azur    |
|  | x |  | Besset                              |                             | Cagnes-sur-Mer          |                                   |
|  | x |  | La Pinède                           |                             | Cagnes-sur-Mer          |                                   |
|  | x |  | Hippodrome                          |                             | Cagnes-sur-Mer          |                                   |
|  | x |  | Maréchal Juin                       |                             | Cagnes-sur-Mer          | TER Provence-Alpes-Côte d'Azur    |
|  | x |  | Villette                            |                             | Cagnes-sur-Mer          |                                   |
|  | x |  | Square Bourdet                      |                             | Cagnes-sur-Mer          |                                   |
|  | x |  | Lycées                              |                             | Cagnes-sur-Mer          |                                   |

### Aménagement
Les stations sont équipées deux quais d'une part et d'autre de la voie, d'abribus avec sièges, de distributeurs automatiques de titres de transport et de défibrillateurs automatiques externes.
L'aménagement pour les personnes à mobilité réduite est constitué de quais spécialement construits à la même hauteur que le plancher du tramway.

## Exploitation

### Fréquentation
La fréquentation attendue est estimée à quarante mille voyageurs par jour.

### Parc relais
Quatre nouveaux parcs relais de mille deux cents places dont vingt-sept PMR et cent soixante-deux places électriques sont situés à Gare de Saint-Laurent-du-Var, Val Fleuri, Hippodrome et Lycées.
| Nom                          | Coordonnées | Nombre de places | Nombre de places | Statut |
| Nom                          | Coordonnées | Véhicule         | Vélo             | Statut |
| ---------------------------- | ----------- | ---------------- | ---------------- | ------ |
| Gare de Saint-Laurent-du-Var |             | 280 (estimé)     | –                | Projet |
| Val Fleuri                   |             | 300 (estimé)     | –                | Projet |
| Hippodrome                   |             | 300 (estimé)     | –                | Projet |
| Lycées                       |             | 320 (estimé)     | –                | Projet |